# Jan Imamura
Jan Imamura (zm. 8 września 1628 w Nagasaki w Japonii) – błogosławiony Kościoła katolickiego, japoński tercjarz dominikański, męczennik, ofiara prześladowań antykatolickich w Japonii.

## Życiorys
W Japonii w okresie Edo (XVII w.) doszło do prześladowań chrześcijan.
W lipcu 1627 r. aresztowano misjonarza Bartłomieja Diaz Laurel. Znaleziono przy nim spis intencji mszalnych, który wraz z innymi zdobytymi wówczas przez władze dokumentami, umożliwił aresztowanie wielu chrześcijan. Jeden z uwięzionych, powodowany strachem, poinformował o planach wysłania łodzi (której właścicielem był Jan Imamura) po kolejnych misjonarzy do Manili. Ta informacja rozwścieczyła władze i doprowadziła do uwięzienia 15 czerwca 1628 r. misjonarza Dominika Castellet Vinale wraz z goszczącą go w swoim domu tercjarką Łucją Omura i przebywającymi z nimi chrześcijanami. Gdy wieść o tym dotarła do grupy pięciu tercjarzy dominikańskich (Michał Yamada Kasahashi, Jan Imamura, Paweł Aibara Sandayū, Leon Aibara oraz Mateusz Alvarez Anjin), którzy pomagali w przygotowywaniu łodzi, mającej przywieść nowych misjonarzy, oddali się oni sami w ręce władz, deklarując równocześnie, że są wyznawcami chrześcijaństwa. Z powodu wiary zostali spaleni żywcem razem z o. Castellet i grupą chrześcijan w Nagasaki 8 września 1628 r.
Został beatyfikowany w grupie 205 męczenników japońskich przez Piusa IX w dniu 7 lipca 1867 (dokument datowany jest 7 maja 1867).
Dniem jego wspomnienia jest 10 września (w grupie 205 męczenników japońskich).